# Ike Diogu
Ikechukwu Somtochukwu Diogu (ur. 11 września 1983 w Buffalo) – amerykański koszykarz, występujący na pozycjach silnego skrzydłowego lub środkowego, posiadający także nigeryjskie obywatelstwo, obecnie zawodnik Sichuan Blue Whales.
Diogu został wybrany z numerem 9 w pierwszej rundzie draftu NBA w 2005 przez Golden State Warriors. 23 grudnia 2005 ustanowił swój rekord w liczbie zdobytych punktów, uzyskując ich 27 w meczu przeciwko Detroit Pistons. 17 stycznia 2007 wziął udział w wymianie między Warriors a  Paceres. Do klubu z Indiany wraz z nim trafili Mike Dunleavy, Troy Murphy oraz Keith McLeod. W drugą stronę powędrowali Stephen Jackson, Al Harrington, Šarūnas Jasikevičius i Josh Powell. 26 czerwca 2008 Diogu został wymieniony do Portland Trail Blazers wraz z prawami w drafcie do Jerryda Baylessa. Do Indiany trafi Jarrett Jack, Josh McRoberts oraz prawa w drafcie do Brandona Rusha. 18 lutego 2009 trafił do Sacramento Kings. 29 lipca 2009 Ike Diogu podpisał kontrakt z New Orleans Hornets, jednak nigdy nie wystąpił w jego barwach. Diogu podpisał kontrakt z Detroit Pistons 27 września 2010. 20 października 2010 został zwolniony przez klub. 22 grudnia 2010 Diogu podpisał kontrakt z Los Angeles Clippers. 3 stycznia 2012 Diogu dołączył do zespołu San Antonio Spurs. 11 stycznia 2012, po zagraniu w dwóch meczach, został zwolniony.
28 grudnia 2017 został zawodnikiem chińskiego Sichuan Blue Whales.

## Osiągnięcia
Stan na 5 października 2017, na podstawie, o ile nie zaznaczono inaczej.

### NCAA
- Uczestnik rozgrywek II rundy turnieju NCAA (2003)
- Zawodnik roku konferencji Pac-10 (2005)[9]
- Najlepszy pierwszoroczny zawodnik konferencji Pac-10 (2003)[10]
- Zaliczony do:
  - I składu:
    - Pac-10 (2003–2005)
    - pierwszoroczniaków Pac-10 (2003)

  - II składu All-American (2005)

### Indywidualne
- D-League Impact Player of the Year (2014)
- Zaliczony do:
  - I składu:
    - letniej ligi NBA (2005)
    - turnieju NBA D-League Showcase (2014)

  - składu All-D-League honorable mention (2014)
- Uczestnik meczu gwiazd D-League (2014)
- Zawodnik miesiąca D-League (marzec 2014)

### Reprezentacja
Drużynowe
- Mistrz Afryki (2015)
- Wicemistrz Afryki (2017)
- Brązowy medalista kwalifikacji olimpijskich (2012)
- Uczestnik:
  - igrzysk olimpijskich (2012 – 10. miejsce, 2016 – 11. miejsce)
  - mistrzostw Afryki (2013 – 7. miejsce, 2015, 2017)
  - igrzysk panamerykańskich (2003 – 4. miejsce)

Indywidualne
- MVP Afrobasketu (2017)
- Zaliczony do I składu Afrobasketu (2017)
- Lider strzelców Afrobasketu (2013 – 21,9, 2017 – 22)[11][12]

## Statystyki w NBA
Na podstawie Basketball-Reference.com (ang.)

### Sezon regularny
| Sezon   | Drużyna       | M   | S5 | MPG  | FG%   | 3P%   | FT%   | RPG | APG | SPG | BPG | PPG |
| ------- | ------------- | --- | -- | ---- | ----- | ----- | ----- | --- | --- | --- | --- | --- |
| 2005/06 | Golden State  | 69  | 14 | 14,9 | 52,4% | –     | 81,0% | 3,3 | 0,4 | 0,2 | 0,4 | 7,0 |
| 2006/07 | Golden State  | 17  | 0  | 13,1 | 53,0% | –     | 79,5% | 3,7 | 0,3 | 0,2 | 0,6 | 7,2 |
| 2006/07 | Indiana       | 42  | 2  | 12,8 | 45,4% | –     | 80,2% | 3,3 | 0,5 | 0,1 | 0,4 | 5,8 |
| 2007/08 | Indiana       | 30  | 1  | 10,2 | 47,8% | –     | 85,1% | 2,8 | 0,3 | 0,2 | 0,1 | 5,6 |
| 2008/09 | Portland      | 19  | 0  | 3,8  | 31,6% | –     | 75,0% | 0,9 | 0,0 | 0,1 | 0,1 | 1,4 |
| 2008/09 | Sacramento    | 10  | 1  | 14,2 | 60,0% | 50,0% | 75,8% | 3,9 | 0,3 | 0,2 | 0,1 | 9,2 |
| 2010/11 | L.A. Clippers | 36  | 0  | 13,1 | 56,1% | –     | 66,1% | 3,2 | 0,1 | 0,1 | 0,1 | 5,8 |
| 2011/12 | San Antonio   | 2   | 0  | 7,0  | 0,0%  | –     | 100%  | 0,5 | 0,0 | 0,0 | 0,0 | 1,0 |
| Razem   |               | 225 | 18 | 12,4 | 50,9% | 50,0% | 78,6% | 3,1 | 0,3 | 0,2 | 0,3 | 6,0 |